# Ai'ta !
Ai'ta ! (« Allez ! », en breton, de la contraction de « Arri ‘ta ! ») est un collectif pour la défense et la promotion du breton qui a été créé en mars 2005 par un groupe de jeunes Trégorrois. Le collectif est maintenant composé de plusieurs dizaines de brittophones et non-brittophones de tout âge (groupes en Basse Cornouaille, Trégor, Léon, Vannetais, à Rennes...) dont le dénominateur commun est l'envie d'agir concrètement pour la langue bretonne, qui apparaît en réel danger au vu de la chute du nombre de ses locuteurs de son usage social.
Ce groupe de pression non-violent n'est affilié à aucun parti politique.
Le collectif s'inscrit clairement dans le mouvement de la désobéissance civile (« acte politique qui oppose la légitimité à la légalité ») et à notamment pour référence le mouvement DEMO-Démocratie pour le Pays basque.
Le collectif a fêté ses dix ans d’existence en mai 2015 à Trémargat.

## Buts du collectif

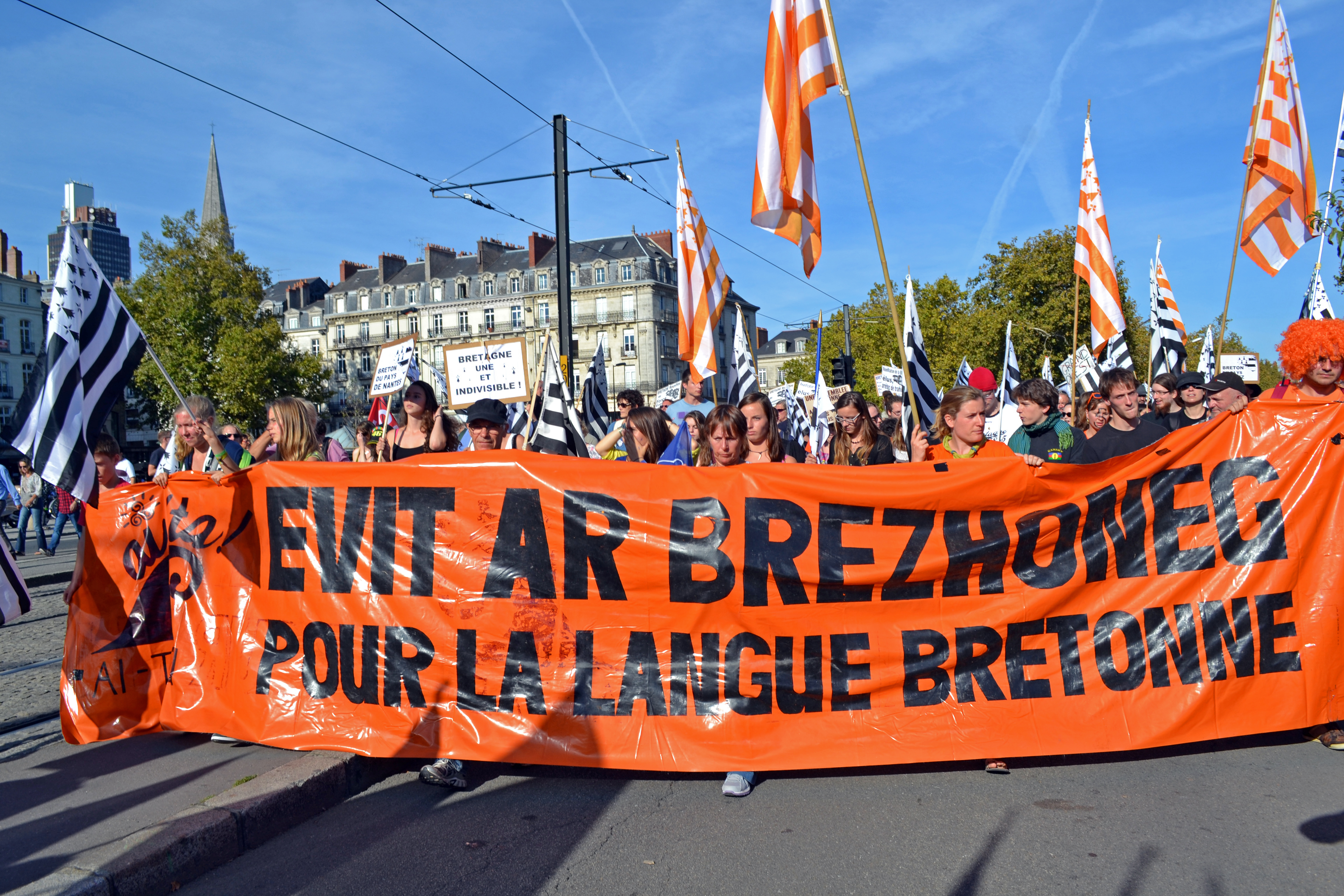
Banderole lors de la manifestation pour la réunification de la Bretagne à Nantes en 2014

Le collectif indique poursuivre les objectifs suivants :
- L'objectif principal est de développer la place du breton dans la vie et les services publics de Bretagne, condition sine qua non de la sauvegarde de la langue (avec comme étape essentielle son officialisation).
- Volonté d'informer et sensibiliser les Bretons à propos de leur langue et de l’enjeu qu’elle représente, leur dire combien elle est menacée mais aussi insister sur le fait que la disparition du breton n'est pas une fatalité et que chacun peut agir et contribuer à sa pérennité.
- Volonté de contribuer à donner une image moderne de la langue, notamment en faisant savoir que l'on peut vivre en breton, tout en étant jeune, bien dans sa peau et dans son siècle.

## Actions
Les actions sont guidées par le principe de la non-violence active et sont présentées le plus souvent sur un mode décalé et humoristique..
D'une part, une campagne d'information est menée à destination de la société bretonne sur le thème de la défense et la promotion du breton, avec pour l'instant des distributions de tracts, des campagnes d'affichages, des pétitions, des occupations de rond-point avec banderoles, des stands sur différents festivals et des cours de breton sur la plage.
D'autre part, des actions non-violentes sont réalisées, plus ou moins spectaculaires, avec présence des médias, pour faire pression sur les élus et autres décideurs, en Bretagne mais aussi à Paris, afin que soient prises des mesures concrètes en faveur de l’usage, à l’écrit comme à l’oral, de la langue bretonne dans les services publics (gares, postes, mairies, offices de tourisme…) et la vie de tous les jours (médias, signalétique routière, universités, commerces...). Ces actions incluent les  die-in, la pose d'autocollants, le démontage de panneaux unilingues français, etc. dans des lieux publics pour réclamer une réelle prise en compte de la langue bretonne,,
,.